# موزع (حاسوب)

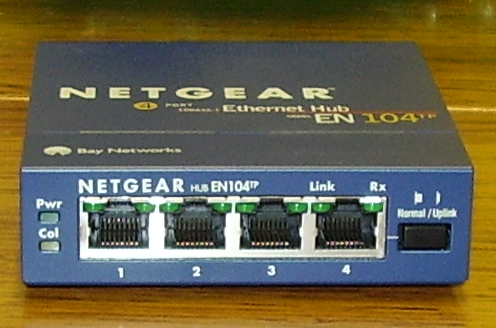

الموزع (بالإنجليزية: Hub)‏، هو أحد أجهزة الشبكة المستخدمة لربط الأجهزة ببعضها، يتم وصل كل جهاز كمبيوتر بأحد المنافذ (ميناء) في الhub يتلقى هذا الجهاز الإشارة من أحد المنافذ وينقلها إلى جميع المنافذ الأخرى ولكل جهاز متصل بهذة المنافذ فمثلا:
إذا تلقى hub مكون من ثمانية منافذ إشارة على منفذ 4 فانه يمررها على الفور إلى المنافذ رقم 1و2و3و5و6و7و8.

## أنواع أجهزة ال hub
- ACTIVE HUB :

يعمل هذا الجهاز على توجيهة تدفق البيانات بحيث يتم تجنب تصادم الإشارات. بالإضافة إلى نفس وظيفة الجهاز المتمثلة في تقوية الإشارة المارة في لكابل، يلزم تزويد الجهاز بالطاقة الكهربائية من خلال كابل مخصص لذلك.
- Passive Hub :-

لا يعمل هذا النوع من أجهزة ال hub على تقوية الإشارة المنقولة ولكن يقتصر عملة على تمريرها فقط لا يحتاج هذا النوع من أجهزة ال hub إلى تزويدة
بطاقة كهربية ومن ثم فهو لا يحتوي على كابل لاتصال بمصدر للطاقة الكهربية وهو الفرق بينة وبين ال active hub
- Hybrid hub :-

يعمل هذا النوع من أجهزة ال hub على المزج بين أنواع الوسائط المختلفة، بمعنى انة يستطيع توصيل (Coaxial cable وUTP) أو أي نوع كابل اخر مع بعضهم في جهاز hub واحد.كما يعمل كرابط بين أجهزة hub أخرى
- Smart (intelligent) hub :-

يتميز هذا النوع من أجهزة ال hub على انة يحتوي على واجهة إدارية ويوفر الدعم، لبروتوكول SNMP وهو بروتكول المسؤول عن إدارة الشبكة ومراقبتها كما أنه يتيح تقسيم المنافذ إلى شبكات منطقية مختلفة.